# Soleil Sorge
Soleil Anastasia Sorge, née le 5 juillet 1994 à Los Angeles en Californie (États-Unis), est une mannequin, présentatrice de télévision, personnalité de la télévision, showgirl et commentatrice américaine naturalisée italienne.

## Biographie
Soleil Sorge est née le 5 juillet 1994 à Los Angeles en Californie (États-Unis), de la professeure de yoga américaine Wendy Kay et de l'entrepreneur italienne Paolo Sorge,. Dès l'âge de trois ans, après la séparation de ses parents, elle passe son enfance et son adolescence entre Avezzano (dans les Abruzzes) et Los Angeles,,.

## Carrière
Soleil Sorge s'est installée à Avezzano avec son père pendant son enfance, après avoir vécu à Los Angeles jusqu'à l'âge de six ans. Pendant son séjour à Avezzano, elle a fréquenté le lycée scientifique puis a déménagé pendant un certain temps, après le diplôme du lycée scientifique, chez sa mère à Los Angeles pour réaliser son rêve de devenir actrice. Peu de temps après, elle s'installe à Rome, où elle s'inscrit à la faculté d'économie de l'Université de Rome « La Sapienza », sans toutefois renoncer à sa carrière télévisuelle.
Il a commencé à travailler sur certains programmes diffusés sur des diffuseurs romains tels que Roma TV en collaboration avec NBC et en 2015, elle a animé le programme Roma Now. Des années plus tard, elle a déménagé à New York pour étudier le théâtre au Lee Strasberg Theatre and Film Institute de Manhattan.
Le 14 septembre 2014, elle a participé au concours de beauté Miss Italie, diffusé sur LA7 et animé par Simona Ventura, en tant que Miss Abruzzo, se classant septième sur vingt-six miss participantes,. Sa notoriété est venue en 2016 et 2017, avec la participation à Uomini e donne, diffusé sur Canale 5 sous la direction de Maria De Filippi.
En 2016, elle a participé en tant qu'actrice au clip d'Eman Il mio vizio. L'année suivante, en 2017, elle participe au clip Mi fai innamorare avec Astol.
Immédiatement après sa participation à Uomini e donne, elle a commencé sa carrière en tant que mannequin et influenceuse, et a déménagé à Milan,.
Du 10 février 2019 au 25 mars 2019, elle a participé à la quatorzième édition de L'isola dei famosi diffusée sur Canale 5 sous la direction d'Alessia Marcuzzi,. Elle a été éliminée à la dixième semaine lors de la demi-finale, terminant à la sixième place sur vingt-trois concurrentes.
En 2019 et 2020, elle a participé à l'œuvre théâtrale Doppio Misto mise en scène et écrite par Danilo De Santi, au Gold Theatre de Rome.
Du 11 février 2020 au 24 mars 2020, elle a participé à la huitième édition de Pechino Express, intitulée Pechino Express - Le stagioni dell'Oriente, diffusée sur Rai 2 avec la conduite de Costantino della Gherardesca, accompagnée de sa mère Wendy Kay,, éliminées lors du septième épisode et se classant cinquièmes sur onze duos de participants. La même année, pendant le confinement dû à la pandémie de Covid-19, elle part travailler en République dominicaine, où vit son père Paolo. Toujours en 2020, elle a participé en tant que commentatrice récurrente au Pomeriggio Cinque, Domenica Live et Live - Non è la d'Urso, programmes diffusés sur Canale 5 et dirigés par Barbara D'Urso.
En 2020, avec Luca Vismara, elle a dirigé l'événement du Jour de l'an Ciao, 2020 io esco, diffusé en Streaming sur Biccy,,. En 2021, elle a participé en tant que compétitrice à l'émission Guess My Age - Indovina l'età, diffusée sur TV8 sous la direction d'Enrico Papi.
Du 13 septembre 2021 au 7 mars 2022, elle participe à la sixième édition de la Grande Fratello VIP diffusée sur Canale 5 et animée par Alfonso Signorini,, se faisant éliminer lors du quarante-septième épisode, après six mois à domicile et une semaine avant la finale, avec 42 % des voix contre 58% pour Davide Silvestri, se classant neuvième sur trente-huit concurrents,. Le 21 mars de la même année, elle participe en tant que commentatrice à l'émission Tiki Taka - La repubblica del pallone, diffusée sur Italia 1 sous la direction de Piero Chiambretti,. En avril de la même année, elle est victime de l'émission Le Iene, diffusée sur Italia 1 sous la direction de Belén Rodríguez et Teo Mammucari,.
Du 15 mars au 3 mai 2022, elle a été choisie par Barbara D'Urso, animatrice de la cinquième édition de La pupa e il secchione, intitulée La pupa e il secchione Show diffusé sur Italia 1, pour couvrir le rôle de troisième juge avec Antonella Elia et Federico Fashion Style,,. Depuis mai 2022, elle a lancé son projet intitulé State of Soleil, qui comprend une collection de bikinis et de bandanas,,.
Le 6 juin 2022, elle a participé en tant que Piratessa avec Vera Gemma à la seizième édition de L'isola dei famosi,, diffusée sur Canale 5 sous la direction d'Ilary Blasi,. Du 19 septembre 2022 au 3 avril 2023 elle dirige la GF VIP Party avec Pierpaolo Pretelli sur la plateforme Mediaset Infinity,,. Le 27 septembre 2022 elle a participé en tant que concurrent contre Dayane Mello à la première édition du programme télévisé émis sur TV8 Alessandro Borghese - Celebrity Chef,.
Le 15 novembre 2022, elle publie son premier livre aux éditions Sperling & Kupfer, Il manuale della stronza,,. Les 26 décembre 2022 et 2 janvier 2023, avec Pierpaolo Pretelli, elle remplace Sonia Bruganelli comme commentateur dans les vingt-cinquième et vingt-sixième épisodes de la septième édition de Grande Fratello VIP, sous la direction d'Alfonso Signorini,. Le 31 janvier 2023, elle a participé en tant que concurrent dans l'équipe Millennials avec Emanuel Caserio, Alessandro Egger et Paola Di Benedetto à l'émission Boomerissima, diffusée sur Rai 2 avec Alessia Marcuzzi comme animatrice,. Le lendemain, 1er février, elle participe en tant que concurrent au concours Name That Tune - Indovina la canzone, diffusé sur TV8 avec Ciro Priello et Fabio Balsamo comme animateur.
En 2023, elle occupe le poste de juge dans l'émission de télévision Un armadio per due, diffusée par La5 sous la direction de Veronica Ruggeri,,. La même année, elle participe en tant que concurrent à la deuxième édition de l'émission de télévision programme Back to School, diffusé par Italia 1 sous la direction de Federica Panicucci,,.

## Programmes de télévision
- Miss Italia (LA7, 2014) Concurrente
- Roma Now (Roma TV, en collaboration avec NBC, 2015) Conductrice
- Uomini e donne (Canale 5, 2016-2017) Prétendante
- L'isola dei famosi 14 (Canale 5, 2019) Concurrente
- Pechino Express - Le stagioni dell'Oriente (Rai 2, 2020) Concurrente
- Pomeriggio Cinque (Canale 5, 2020) Opinioniste
- Domenica Live (Canale 5, 2020) Opinioniste
- Live - Non è la d'Urso (Canale 5, 2020) Opinioniste
- Guess My Age - Indovina l'età (TV8, 2021) Concurrente
- Grande Fratello VIP 6 (Canale 5, 2021-2022) Concurrente
- Tiki Taka - La repubblica del pallone (Italia 1, 2022) Opinioniste
- Le Iene (Italia 1, 2022) Victime
- La pupa e il secchione Show (Italia 1, 2022) Juré
- L'isola dei famosi 16 (Canale 5, 2022) Guest-star
- Alessandro Borghese - Celebrity Chef 1 (TV8, 2022) Concurrente
- Grande Fratello VIP 7 (Canale 5, 2022-2023) Opinioniste
- Boomerissima (Rai 2, 2023) Concurrente
- Name That Tune - Indovina la canzone (TV8, 2023) Concurrente
- Un armadio per due (La5, 2023) Juré
- Back to School 2 (Italia 1, 2023) Concurrente

## Télé Web
- Ciao, 2020 io esco (Biccy, 2020) Conductrice
- GF VIP Party (Mediaset Infinity, 2022-2023) Conductrice

## Filmographie

### Actrice

#### Clip vidéo
- Il mio vizio de Eman (2016)
- Mi fai innamorare de Astol (2017)

## Théâtre
- Doppio Misto, réalisé par Danilo De Santi (2019-2020)

## Travaux
- Soleil Sorge, Sperling & Kupfer, Il manuale della stronza, 2022 (ISBN 9788820076382)